# ドロシー・オルブライト
ドロシー・オルブライト (Dorothy Albright) は、悠紀エンタープライズ開発の2D対戦型格闘ゲーム『アルカナハート』シリーズに登場する架空の人物。
担当声優は小林ゆう。

## キャラクター設定

### 『2』『すっごい!』
ラスベガスのステージで幼くして天才魔術師と名を馳せる少女。その裏ではラスベガスを中心として義賊としての活動も行っている。米国聖霊庁から日本への派遣依頼に便乗し、数年前に奪われた家宝「真紅の聖霊石」を取り戻すため来日する。
ドロシーがアメリカを飛び出して海外に行ったのは今回が初めてである。彼女自身は、他の国にも行ってみたいと意欲をのぞかせている。

### 『3』
ペトラ・ヨハンナ・ラーゲルクヴィストが設立した西欧聖霊庁ローゼンベルク支部の任務に従事するため、日本に引っ越してきた。日本各地のドレクスラー機関を壊滅させる任務とともに、家宝「真紅の聖霊石」の捜索も続けている。

## 人物
ステージ衣装にシルクハットを被り、仮面を付け、ステッキを持ったマジシャンの姿が特徴。一人称は「ボク」で、見た目も男の子に近い。髪型はロングヘアを短く纏め上げているため、ショートヘアのように見えるが、特殊ダウン時には髪がほどけており、かなり長く伸ばしていることがわかる。
現役のマジシャンである母と、かつては「怪盗オズ」の名で活躍していた父を持ち、自身もマジシャンとして才能を開花させる。ステージに立てたのは二年ほど前で、「魔術師ドロシー（Dorothy the Wizard）」として有名になる。かつて母親が米国聖霊庁に協力したように、ドロシーも要請があれば協力する。また正義感が強く、父親の跡を勝手に継いで「怪盗オズ」を名乗り義賊として活動することもあり、そのためにインターポールに追われているが、捕まったことは一度も無い。

### ドロシーの仲間達
ドロシーにはステージを手伝ってくれる仲間たちがいる。ライオンの姿をした「ライオンさん」、ブリキのロボットの姿をした「ブリキさん」、案山子の姿をした「かかしさん」の3体がそれである。彼らはそれぞれが高い聖霊力を有しているため、自分の意思で行動でき、ドロシーとの意思の疎通も図れる。性格もそれぞれで異なり、ライオンさんはワイルドでダンディだが高所恐怖症で、ブリキさんはやる気に満ち溢れているが他の感情には乏しく、かかしさんは喋れないが心優しい性格をしている。
ドロシーの攻撃や勝利シーンなどの演出で登場し、ドロシーを助けてくれる。
担当声優は、ライオンさんが杉崎亮、ブリキさんが千葉優輝（かかしさんは喋れないため担当声優は無し）。

### リィナ・ケージ
リィナ・ケージ (Leina Cage) は「怪盗オズ」を追うインターポール所属の捜査官である。わずか16歳で協力要請を受けた天才的な捜査官で、何としても「怪盗オズ」を捕まえるために日本までやってきた。ドロシーの勝利シーン及びエンディングに登場し、恵良巡査、鬼瀬巡査、御井巡査、田主丸巡査の4人を引き連れて現れる。飛び去って逃げるドロシーを追うものと、変装したドロシーに気付かずに通り過ぎるものの二種類がある。
普段はハイスクールに通う現役の女子高生で、ドロシーとは家も近所で幼馴染みの関係にある。エンターブレイン発行のムック『アルカナハート2 ライトパート ハートマチック コンプレーション』に載っているドロシーのショートストーリーでは、勉強を疎かにしていたドロシーに勉強を教えている描写も見られ、親密な関係であることがうかがえる。しかし、自分が追いかけている「怪盗オズ」が、実はドロシーであるという事にはまだ気付いていないようである。なお、彼女の父親もかつては捜査官であり、「怪盗オズ」を名乗っていたドロシーの父親を追っていた。
担当声優は、松嵜麗。

## キャラクターの特徴
攻撃のリーチが短く、飛び道具による攻撃が多いため、空中戦からペースを掴む必要がある。体力が低く、技の威力も全体的に低めのものが多いため扱いづらいキャラクターに思われがちだが、種類が多くて性能が特殊なものが多い必殺技を使いこなしたり、ポーカーの役をうまく揃えたりできれば大きく化ける可能性もあるため、ある程度の慣れが必要な上級者向けのキャラクターといえる。

## 技の解説
ドロシーの技の中にはカードを射出し設置するものがいくつかある。これらは押した攻撃ボタンによってカードのマークの種類が異なり、Aボタンでクラブ、Bボタンでダイヤ、Cボタンでハートを射出する。また、超必殺技はボタンに関わらずスペードを射出する。マークの種類で威力が変わることは無い。
画面中に出せるカードは5枚までで、それ以上出すと一番古いものから順に消えていく。これらのカードを設置した場合、消えるまで同じカードは設置できなくなる。ただし、カードが画面外に出た場合は、設置したとはみなされない。例として、クラブのジャックを設置した場合、そのクラブのジャックが消えるまでは、もう一度クラブのジャックを設置することはできない。ただし、ダイヤのジャックを設置することはできる。

### 必殺技
ジャック・ラビット
ジャックのカードを射出する。
クイーン・ビー
「ジャック・ラビット」の直後に攻撃ボタンを押すことでクイーンのカードを射出する。
キング・バード
「クイーン・ビー」の直後に攻撃ボタンを押すことでキングのカードを射出する。
グラウンド・テン
地上に10のカードを設置。相手が設置したカードを踏むと攻撃判定が発生し多段ヒットする。
フライング・エース
空中にエースのカードを設置する。一定時間が経つと攻撃判定が発生する。
シャッフル
回転しながら自身の周囲で無数のカードを回転させる。

### 超必殺技
トリプル・フェイス
スペードのジャック、クイーン、キングを3枚同時に射出する。
テン・オブ・スペード
「グラウンド・テン」の強化版。スペードのテンを設置する。ボタンを押す長さで位置を調整でき、相手が設置したカードを踏むと攻撃判定が発生し多段ヒットする。「グラウンド・テン」よりもダメージは大きい。
スペキュレイション
「フライング・エース」の強化版。空中にスペードのエースを設置する。一定時間後に攻撃判定が発生する。
リフル・シャッフル
「シャッフル」の強化版。「シャッフル」よりも横幅が広く、主に投げ技を主にする相手に対して効果的。
ミスディレクション
ジョーカーのカードを出して、超必殺技及びアルカナ超必殺技を出すふりをするフェイント技。なお、ジョーカーはオールマイティーカードとして扱われるが、役成立時にジョーカーからは攻撃判定が発生しない。

### ポーカーの役
上記の通り、ドロシーの技の中にはカードを射出するものがある。これらのカードをポーカーの要領で5枚揃えると、5枚のカードそれぞれに攻撃判定が発生する。
ストレート
ジャック、クイーン、キング、エース、10を設置しており、かつそれ以外の役が揃っていないと発生。成立後、斜め上に向かってカードが飛ぶ。
フルハウス
同じ数字のカードを3枚と2枚で別々に揃えると発生。成立後、その場でカードが回転し攻撃する。
フォーカード
同じ数字のカードを4枚と、適当なカード1枚で発生。10とそれ以外とで性能が異なり、10だと地面から画面上までの攻撃になり、それ以外だと4枚のカードが設置した場所から真横に飛ぶ。なお、適当なカード1枚は成立時に消滅するため、攻撃判定が無い。
ロイヤルストレートフラッシュ
ジャック、クイーン、キング、エース、テンを設置しており、かつ同じマークだと発生する。成立後、カードを設置した場所から攻撃判定を持った玉が壁に向かってバウンドする。スペードのものはさらに強力で、攻撃判定が大きくなり相手を突き抜けるようになるため、かなりのダメージになる。

### クリティカルハート
マジシャンズ・チョイス
全地面下段攻撃で、ヒットすると相手に4枚のカードの中から1枚を選ばせる演出に移行。4枚のうち3枚が悪魔で、1枚が天使。悪魔が出た場合は相手に5割程度のダメージを与え、天使が出た場合は互いの体力とパワーゲージを回復する。

## 契約アルカナ
"群生する甲虫" 鏡のアルカナ ヘリオガバルス (Heliogabalus)
単体では力の弱いテントウムシのような聖霊が、保身のため群れを成すことで強大な力を得た。状況に応じて編隊を組み換え、対象物の形状を模倣するのが得意。元々はドロシーの母親の守護アルカナで、保身以外の目的の無かった彼らを善意から人を楽しませる方向へと導いた。現在はドロシーがそれを引き継いでおり、群れの存続に関わるような無茶な命令でない限りは従順に従う。

### 属性効果
デフレクシオ
溜め成立攻撃が変化し、相手の姿に変身して攻撃する。相手のアルカナ属性効果もコピーする。

### アルカナ必殺技
ファスマ
相手の得意とする必殺技を真似て攻撃する。対戦相手に応じて、また地上、空中のいずれで出すかによって技は異なるが、技の性能に関係なく全て各種ガードが可能。
スペクルム
目の前に鏡を設置する。当たり判定があり、盾としての効果もある。鏡は一定時間後に消える。

### アルカナ超必殺技
ファンタシア
相手の得意とする超必殺技を真似て攻撃する。「ファスマ」同様、対戦相手に応じて、また地上、空中のいずれで出すかによって技は異なる。各種ガードは可能。

### アルカナブラスト
パラトロ
「ファスマ」や「ファンタシア」で出現するコピーが自分のものに変化する。

### アルカナフォース
ラルア
自キャラクターの姿が透明になり、視認しにくくなる。

### アルカナブレイズ
プリズマ
画面中央にヘリオガバルスが飛来。効果中ずっと自キャラクターが分身し、本体の攻撃に続けて分身も攻撃を行う。ただし一部の技は分身は行わない。発動までに長い時間を要するほか、一部の技は有用な特性を失ってしまうので使い勝手は微妙なところ。

## その他
- 勝利シーンで見られる変装は、都立御苑女学園の制服・巡査・つなぎにベレー帽姿・メガネをかけ鞄を持った姿の計4種類が見られる。これらは全て今回のために調達したものである。
- 年齢がはっきり判明しており、かつ操作できる登場キャラクターの中では、『すっごい!』まで最年少であったが、『3』にてえこにその座を譲る。これはプレイヤーキャラクターで年齢が正確に特定できない人物を含めた場合でも、同様である。 また、操作できない人物を含めた場合は春日小糸・小唄が最年少であったが、『3』以降はえこが最年少となっている。